# Lillevi Richardtson

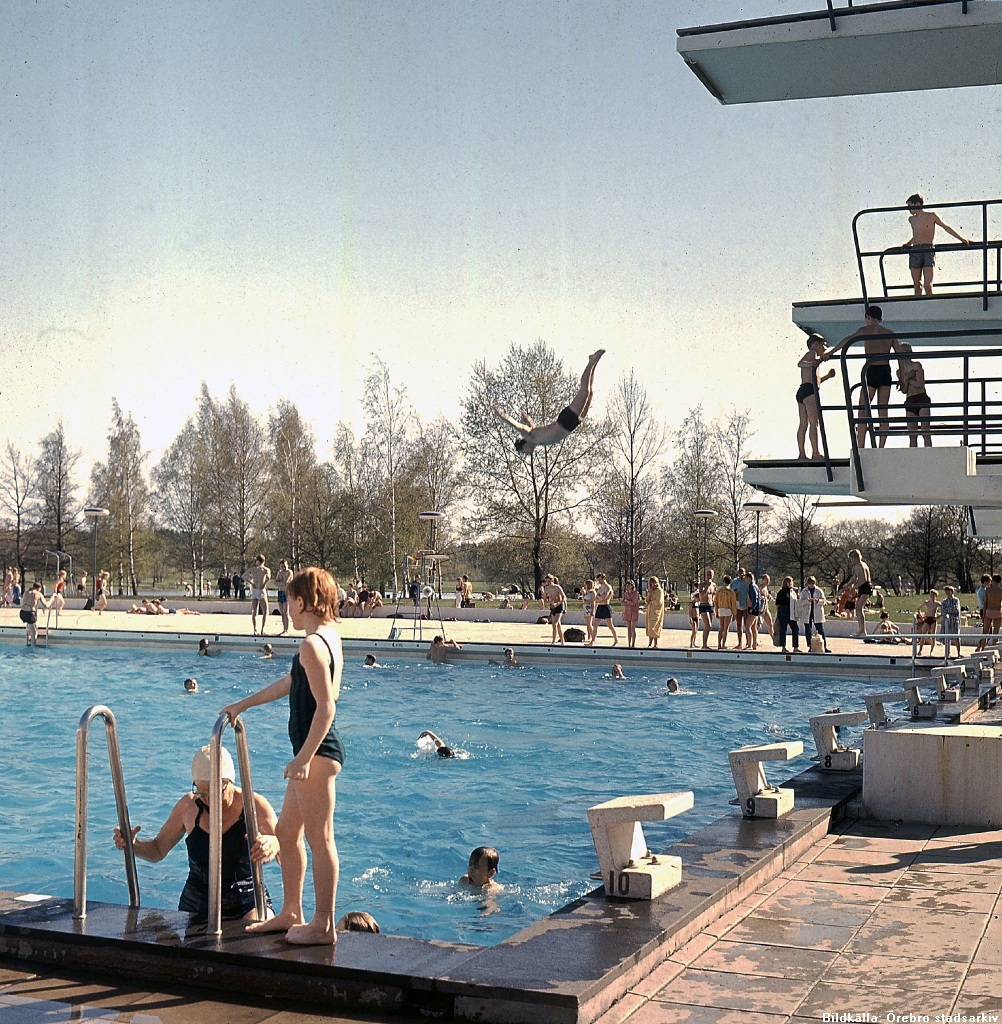
Gustavsvikbadet i Örebro, 1960-talet, foto av Lillevi Richardtson

Eija Lillevi Marianne Richardtson, född 29 mars 1919 i Åbo i Finland, död 2006 i Sverige, var en svensk arkitekt. 
Lillevi Richardtson var dotter till arkitekten Albert och Elsa Maria Richardtson och växte upp i Finland. Hon utexaminerades som arkitekt vid Tekniska högskolan i Helsingfors 1947. Hon anställdes vid Stockholms stads stadsplanekontor 1947 och vid Örebro stads stadsarkitektkontor 1950. Hon pensionerades 1983.
Lillevi Richardtson var en aktiv fotograf, mest berömd för sina Örebrobilder, och överlämnade en stor samling fotografier till Örebro stadsarkiv.